# Моторно уље
Моторно уље или мазиво за мотор је било која од разних супстанци које садрже базно уље побољшано са адитивима за уље, посебно антихабајућим адитивима плус детерџената, дисперзантима, и за уља више класе побољшавачем индекса вискозности. Моторно уље се користи за подмазивање мотора са унутрашњим сагоревањем. Главна функција моторног уља је да се смањи трење и хабање на покретним деловима и очисти мотор од муља (једна од функција дисперзаната и лакова (детерџената). Оно такође неутралише киселине које потичу од горива и од оксидације мазива) (детерџената), побољшава заптивање клипних прстенова и хлади мотор тако што одводи [топлоту] од покретних делова.
Поред основних састојака наведених у претходном параграфу, готово сва уља за подмазивање садрже инхибиторе корозије и оксидације. Моторно уље може бити састављено само од основне подлоге за подмазивање у случају недетерџентског уља, или основног материјала за подмазивање плус адитива за побољшање детергентности уља, перформансе при екстремним притисцима и способности инхибирања корозије делова мотора.
Данас се моторна уља мешају уз употребу базних уља која се састоје од нафтно базираних угљоводоника, што значи органских једињења која се састоје од угљеника и водоника, или полиалфаолефина (ПАО) или њихове мешавине у различитим пропорцијама, понекад са до 20% по маси естара ради бољег растварање адитива.